# Seleção Brasileira de Futebol Sub-20
A Seleção Brasileira de Futebol Sub-20, também conhecida por Brasil Sub-20, é a seleção brasileira de futebol formada por jogadores com idade inferior a 20 anos.

## Títulos

### Mundial
- Copa do Mundo: 5 (México 1983, URSS 1985, Austrália 1993, Emirados Árabes 2003 e Colômbia 2011)

### Continentais
- Sul-Americano: 13 (1974, 1983, 1985, 1989, 1991, 1993, 1995, 2001, 2007, 2009, 2011, 2023 e 2025)

### Outras conquistas
- Torneio Internacional de Toulon: 9 (1980, 1981, 1983, 1995, 1996, 2002, 2013, 2014 e 2019[3])
- Copa Sendai: 6 (2003, 2005, 2006, 2008, 2009 e 2010)
- COTIF: 3 (1990, 2002 e 2014)
- Torneio Internacional da Malásia: 1 (2003)
- Panda Cup: 1 (2014)
- Torneio de Talca: 1 (2016)
- King's Cup: 1 (1999)
- SBS Cup: 1 (2004)
- Copa Valais: 1 (2013)

### Campanhas destacadas
Mundial
- Vice-campeão: 4 (Portugal 1991, Qatar 1995, Egito 2009 e Nova Zelândia 2015)
- 3º colocado: 3 (Tunísia 1977, Arábia Saudita 1989 e Países Baixos 2005)

## Desempenho em competições oficiais
| Copa do Mundo Sub-20 da FIFA | Copa do Mundo Sub-20 da FIFA | Copa do Mundo Sub-20 da FIFA | Copa do Mundo Sub-20 da FIFA | Copa do Mundo Sub-20 da FIFA | Copa do Mundo Sub-20 da FIFA | Copa do Mundo Sub-20 da FIFA | Copa do Mundo Sub-20 da FIFA | Copa do Mundo Sub-20 da FIFA |
| Total: 5 títulos             | Total: 5 títulos             | Total: 5 títulos             | Total: 5 títulos             | Total: 5 títulos             | Total: 5 títulos             | Total: 5 títulos             | Total: 5 títulos             | Total: 5 títulos             |
| Ano                          | Fase                         | J                            | V                            | E[i]                         | D                            | GP                           | GC                           |                              |
| ---------------------------- | ---------------------------- | ---------------------------- | ---------------------------- | ---------------------------- | ---------------------------- | ---------------------------- | ---------------------------- | ---------------------------- |
| 1977                         | Terceiro lugar               | 5                            | 3                            | 2                            | 0                            | 13                           | 3                            |                              |
| 1979                         | Não se qualificou            | -                            | -                            | -                            | -                            | -                            | -                            |                              |
| 1981                         | Quartas de final             | 4                            | 2                            | 1                            | 1                            | 7                            | 4                            |                              |
| 1983                         | Campeão                      | 6                            | 5                            | 1                            | 0                            | 13                           | 4                            |                              |
| 1985                         | Campeão                      | 6                            | 6                            | 0                            | 0                            | 14                           | 1                            |                              |
| 1987                         | Quartas de final             | 4                            | 2                            | 0                            | 2                            | 6                            | 3                            |                              |
| 1989                         | Terceiro lugar               | 6                            | 5                            | 0                            | 1                            | 13                           | 2                            |                              |
| 1991                         | Vice-campeão                 | 6                            | 4                            | 2                            | 0                            | 14                           | 4                            |                              |
| 1993                         | Campeão                      | 6                            | 5                            | 1                            | 0                            | 11                           | 2                            |                              |
| 1995                         | Vice-campeão                 | 6                            | 4                            | 1                            | 1                            | 11                           | 3                            |                              |
| 1997                         | Quartas de final             | 5                            | 4                            | 0                            | 1                            | 25                           | 5                            |                              |
| 1999                         | Quartas de final             | 5                            | 3                            | 0                            | 2                            | 13                           | 5                            |                              |
| 2001                         | Quartas de final             | 5                            | 4                            | 0                            | 1                            | 15                           | 3                            |                              |
| 2003                         | Campeão                      | 7                            | 5                            | 1                            | 1                            | 14                           | 6                            |                              |
| 2005                         | Terceiro lugar               | 7                            | 5                            | 1                            | 1                            | 9                            | 4                            |                              |
| 2007                         | Oitavas de final             | 4                            | 1                            | 0                            | 3                            | 6                            | 9                            |                              |
| 2009                         | Vice-campeão                 | 7                            | 5                            | 2                            | 0                            | 14                           | 3                            |                              |
| 2011                         | Campeão                      | 7                            | 5                            | 2                            | 0                            | 18                           | 5                            |                              |
| 2013                         | Não se qualificou            | -                            | -                            | -                            | -                            | -                            | -                            |                              |
| 2015                         | Vice-campeão                 | 7                            | 4                            | 2                            | 1                            | 15                           | 5                            |                              |
| 2017                         | Não se qualificou            | -                            | -                            | -                            | -                            | -                            | -                            |                              |
| 2019                         | Não se qualificou            | -                            | -                            | -                            | -                            | -                            | -                            |                              |
| 2023                         | Quartas de final             | 5                            | 3                            | 0                            | 2                            | 16                           | 7                            |                              |
| Total                        | 19/23                        | 108                          | 75                           | 16                           | 17                           | 247                          | 78                           |                              |

| Campeonato Sul-Americano Sub-20 | Campeonato Sul-Americano Sub-20 | Campeonato Sul-Americano Sub-20 | Campeonato Sul-Americano Sub-20 | Campeonato Sul-Americano Sub-20 | Campeonato Sul-Americano Sub-20 | Campeonato Sul-Americano Sub-20 | Campeonato Sul-Americano Sub-20 | Campeonato Sul-Americano Sub-20 |
| Total: 11 títulos               | Total: 11 títulos               | Total: 11 títulos               | Total: 11 títulos               | Total: 11 títulos               | Total: 11 títulos               | Total: 11 títulos               | Total: 11 títulos               | Total: 11 títulos               |
| Ano                             | Fase                            | J                               | V                               | E[i]                            | D                               | GP                              | GC                              |                                 |
| ------------------------------- | ------------------------------- | ------------------------------- | ------------------------------- | ------------------------------- | ------------------------------- | ------------------------------- | ------------------------------- | ------------------------------- |
| 1954                            | Vice-campeão                    | 6                               | 3                               | 3                               | 0                               | 14                              | 5                               |                                 |
| 1958                            | Terceiro lugar                  | 5                               | 2                               | 2                               | 1                               | 10                              | 6                               |                                 |
| 1964                            | Não entrou                      | -                               | -                               | -                               | -                               | -                               | -                               |                                 |
| 1967                            | Semifinal                       | 5                               | 3                               | 0                               | 2                               | 7                               | 5                               |                                 |
| 1971                            | Primeira fase                   | 4                               | 2                               | 0                               | 2                               | 7                               | 3                               |                                 |
| 1974                            | Campeão                         | 6                               | 5                               | 1                               | 0                               | 18                              | 3                               |                                 |
| 1975                            | Primeira fase                   | 5                               | 1                               | 0                               | 4                               | 6                               | 7                               |                                 |
| 1977                            | Vice-campeão                    | 6                               | 5                               | 1                               | 0                               | 13                              | 2                               |                                 |
| 1979                            | Quarto lugar                    | 7                               | 2                               | 1                               | 4                               | 5                               | 7                               |                                 |
| 1981                            | Vice-campeão                    | 6                               | 3                               | 2                               | 1                               | 13                              | 5                               |                                 |
| 1983                            | Campeão                         | 7                               | 6                               | 1                               | 0                               | 16                              | 3                               |                                 |
| 1985                            | Campeão                         | 7                               | 6                               | 1                               | 0                               | 11                              | 3                               |                                 |
| 1987                            | Vice-campeão                    | 6                               | 3                               | 2                               | 1                               | 11                              | 4                               |                                 |
| 1988                            | Campeão                         | 7                               | 5                               | 1                               | 1                               | 14                              | 2                               |                                 |
| 1991                            | Campeão                         | 7                               | 4                               | 3                               | 0                               | 15                              | 5                               |                                 |
| 1992                            | Campeão                         | 6                               | 5                               | 1                               | 0                               | 7                               | 0                               |                                 |
| 1995                            | Campeão                         | 6                               | 5                               | 0                               | 1                               | 17                              | 4                               |                                 |
| 1997                            | Vice-campeão                    | 9                               | 6                               | 2                               | 1                               | 26                              | 10                              |                                 |
| 1999                            | Terceiro lugar                  | 9                               | 4                               | 3                               | 2                               | 22                              | 10                              |                                 |
| 2001                            | Campeão                         | 9                               | 6                               | 2                               | 1                               | 21                              | 6                               |                                 |
| 2003                            | Vice-campeão                    | 9                               | 7                               | 1                               | 1                               | 23                              | 5                               |                                 |
| 2005                            | Vice-campeão                    | 9                               | 5                               | 2                               | 2                               | 18                              | 9                               |                                 |
| 2007                            | Campeão                         | 9                               | 6                               | 3                               | 0                               | 20                              | 9                               |                                 |
| 2009                            | Campeão                         | 9                               | 6                               | 1                               | 2                               | 17                              | 9                               |                                 |
| 2011                            | Campeão                         | 9                               | 7                               | 1                               | 1                               | 24                              | 7                               |                                 |
| 2013                            | Primeira fase                   | 4                               | 1                               | 1                               | 2                               | 4                               | 6                               |                                 |
| 2015                            | Quarto lugar                    | 9                               | 5                               | 1                               | 3                               | 13                              | 9                               |                                 |
| 2017                            | Quinto lugar                    | 9                               | 3                               | 4                               | 2                               | 10                              | 9                               |                                 |
| 2019                            | Quinto lugar                    | 9                               | 3                               | 3                               | 3                               | 6                               | 7                               |                                 |
| 2023                            | Campeão                         | 9                               | 7                               | 2                               | 0                               | 19                              | 4                               |                                 |
| Total                           | 27/28                           | 199                             | 120                             | 42                              | 37                              | 373                             | 155                             |                                 |

- i. ^ Indica empates incluindo jogos eliminatórios decididos nos pênaltis.

## Elenco atual
Os seguintes jogadores foram convocados para a disputa da Copa do Mundo FIFA Sub-20 de 2023 realizada na Argentina.
Jogos e gols atualizados até 12 de junho de 2023
| No. | Pos. | Jogador            | Idade                             | Jogos | Gols | Clube                |
| --- | ---- | ------------------ | --------------------------------- | ----- | ---- | -------------------- |
| 1   | GR   | Mycael             | 12 de março de 2004 (21 anos)     | 10    | 0    | Athletico Paranaense |
| 12  | GR   | Kaíque             | 16 de abril de 2003 (21 anos)     | 6     | 0    | Palmeiras            |
| 21  | GR   | Kauã Santos        | 11 de abril de 2003 (21 anos)     | 1     | 0    | Flamengo             |
|     |      |                    |                                   |       |      |                      |
| 2   | D    | Arthur             | 17 de março de 2003 (22 anos)     | 15    | 0    | América Mineiro      |
| 3   | D    | Jean Pedroso       | 28 de janeiro de 2004 (21 anos)   | 14    | 2    | Coritiba             |
| 4   | D    | Robert Renan       | 11 de outubro de 2003 (21 anos)   | 15    | 0    | Zenit                |
| 6   | D    | Kaiki Bruno        | 8 de março de 2003 (22 anos)      | 9     | 0    | Cruzeiro             |
| 13  | D    | André Dhominique   | 7 de outubro de 2003 (21 anos)    | 13    | 0    | Bahia                |
| 14  | D    | Douglas Mendes     | 13 de junho de 2004 (20 anos)     | 8     | 0    | Red Bull Bragantino  |
|     |      |                    |                                   |       |      |                      |
| 5   | M    | Andrey Santos      | 3 de maio de 2004 (20 anos)       | 16    | 8    | Vasco da Gama        |
| 8   | M    | Marlon Gomes       | 14 de dezembro de 2003 (21 anos)  | 13    | 1    | Vasco da Gama        |
| 10  | M    | Matheus Martins    | 16 de julho de 2003 (21 anos)     | 14    | 6    | Watford              |
| 11  | M    | Guilherme Biro     | 20 de abril de 2004 (20 anos)     | 15    | 1    | Corinthians          |
| 15  | M    | Ronald             | 11 de fevereiro de 2003 (22 anos) | 14    | 3    | Grêmio               |
|     |      |                    |                                   |       |      |                      |
| 7   | A    | Giovani            | 1 de janeiro de 2004 (21 anos)    | 2     | 0    | Palmeiras            |
| 9   | A    | Marcos Leonardo    | 2 de maio de 2003 (21 anos)       | 12    | 14   | Santos               |
| 16  | A    | Marquinhos         | 7 de abril de 2003 (21 anos)      | 5     | 1    | Norwich City         |
| 17  | A    | Giovane            | 24 de novembro de 2003 (21 anos)  | 17    | 2    | Corinthians          |
| 18  | A    | Kevin              | 4 de janeiro de 2003 (22 anos)    | 8     | 2    | Palmeiras            |
| 19  | A    | Matheus Nascimento | 3 de março de 2004 (21 anos)      | 9     | 5    | Botafogo             |
| 20  | A    | Sávio              | 10 de abril de 2004 (20 anos)     | 11    | 1    | PSV                  |

## Jogadores com passagens pela seleção sub-20
| - Adaílton - Adriano - Alan Kardec - Alex Teixeira - Alexandre Pato - Alex - Álvaro - Anderson - Andrezinho - Carlos Alberto - Carlos Alberto - Carlos Eduardo - Cássio - Cleiton Xavier - Dagoberto | - Daniel Alves - Daniel Carvalho - Danilo - David Luiz - Dentinho - Diego - Diego - Diego Souza - Diego Tardelli - Douglas Costa - Douglas Santos - Dudu Cearense - Dudu - Edcarlos - Edu Dracena | - Elano - Eliézio - Fábio Santos - Fábio Rochemback - Fagner - Fernando Henrique - Fernandão - Fernando - Fernandinho - Ganso - Gabriel - Giuliano - Gladstone - Gomes - Jefferson | - Jô - Julio Baptista - Kaká - Kerlon - Kléber - Lucas Moura - Lucas Leiva - Luiz Adriano - Maicon - Marcos - Maxwell - Neymar - Nilmar - Marcelo - Oscar | - Philippe Coutinho - Rafael Sóbis - Rafael Tolói - Rafinha - Renan - Renato Augusto - Robinho - Rubinho - Sandro - Taffarel - Vágner Love - Wagner - Wellington Nem - William - Willian |

## Uniformes

### Uniformes dos jogadores
- Uniforme principal: Camisa amarela , calção azul , e meias brancas;
- Uniforme de visitante: Camisa azul, calção branco e meias azuis com detalhes de azul-claro.

| 1º Uniforme | 2º Uniforme |  |

### Uniformes dos goleiros
- Camisa verde, calção e meias verdes;
- Camisa cinza, calção e meias cinzas;
- Camisa preta com detalhes de roxo, calção e meias pretas;

| 1 | 2 | 3 |  |

### Uniformes de treino
- Camisa azul-piscina com detalhes em verde-limão.
- Camisa vermelha com detalhes em azul-piscina.
- Camisa preta com detalhes em verde-limão.

| Jogadores | Goleiros | Comissão Técnica |  |